# 徐道鄰
徐 道鄰（じょ どうりん、1907年12月4日 - 1973年12月24日）は、中国出身の法学者、官僚、外交官である。唐代・宋代の法、および新共和制国家の憲法研究に多大な貢献をした。全盛期には中華民国の役人・外交官を務め、晩年には台湾で中国法制史を、アメリカで中国文学と哲学を教えた。

## 生涯
徐は1907年12月4日に日本の東京都で生まれた。父の徐樹錚は清・中華民国の軍人で、徐が生まれた時には陸軍士官学校に留学していた。
一家は1910年に中国に戻り、徐は家庭教師のもとで古典教育を受けた。崑曲が家族の共通の趣味で、徐は竹笛を吹いていた。
ドイツに渡り、ハイデルベルク大学、フランクフルト大学、ジュネーブ大学で学んだ。1929年、ベルリン大学大学院で法学を学び始めた。同級生で友人のシュテファン・クトナーとヘルムート・ヴィルヘルムは、ベルリンで後に妻となるバーバラ・シューハルトを徐に紹介した。徐は1931年に大学院を卒業した。論文のタイトルは"Das Geltungs-problem im Verfassungsrecht"（憲法法における有効性の問題）だった。
1932年に中国に帰国して政府の官僚となり、蒋介石の個人秘書となった。翌年、バーバラ・シューハルトを中国に呼び寄せて結婚した。1937年、12年間のロシア留学から帰国したばかりの蒋介石の27歳の息子である蔣経国の家庭教師として寧波の溪口鎮に赴任した。1938年から1941年まで、駐イタリア大使代理としてローマに赴任した。1942年には考試院の部長になった。1945年、行政院政務処長に任命された。1945年11月、父・徐樹錚を暗殺した馮玉祥を正式に告発するために、官僚の職を辞した。
国立中央大学法学部教授を務めていた時（1944～45年）に、『唐法入門』を出版した。1947年から49年まで上海の国立同済大学の教授兼法学院長を務めた。1947年に台湾省長官、1948年から1949年まで江蘇省長官を務めた。
1949年に妻と3人の子供とともに上海を離れ、アメリカに移住した。中国大陸が共産党の支配下に入った後の1951年に、香港を経由して台湾に渡った。最初の妻のバーバラとは、長い別居の後に1954年に離婚した。1954年から1958年まで国立台湾大学法学部の教授を務め、中国法とローマ法を教えた。台湾で2人目の妻となる葉妙暎と結婚し、1男1女をもうけた。1958年から1962年まで台中の東海大学の政治学科長を務めた。この間に父・徐樹錚の伝記を出版した。
1962年に、妻と2人の子供を連れてアメリカに移住して、ワシントン大学の研究教員に就任した。同大学には、かつての同僚であり友人でもあるヘルムート・ヴィルヘルムや義理の弟である李方桂が在籍していた。1965年にコロンビア大学とミシガン州立大学に勤務した後、1970年にワシントン大学の教職に就いた。晩年は、宋代の法律を中心に研究した。1973年12月24日、ワシントン州シアトルで急逝した。
キャリアを通じて本を多数出版したものの、それらはドイツ語や中国語によるもので、英語には翻訳されておらず、アメリカでの知名度は低かった。

## 「日本は敵か友か」
1934年9月、雑誌『外交論評』に、「敵乎?友乎?——中日關係的檢討」（敵か?友か? ——日中関係の検討）という記事が徐道鄰の署名入りで掲載された。
1935年2月9日、魯迅は蕭軍と蕭紅に宛てた手紙の中で、この記事を嘲笑して、「彼は現代の富貴層の代弁者である徐樹錚の息子であり、日本が友か敵か疑った結果、『友』になることを決めたのである」と述べている。
この記事の序文には、蔣介石の指示により書かれたということが述べられている。黄仁宇は「從大歷史的角度讀蔣介石日記」（歴史的な視点から蔣介石の日記を読む）の中で、「この記事が発表された後、少なくとも蔣介石の指示で書かれたものであることは、相手側の日本にもすぐに明らかになり、様々な出版物に翻訳・転載され、和平交渉の空気が一気に開いた」と述べている。蔣介石は1935年3月1日の日記で「（『敵乎?友乎?』で）私の外交政策や日本への態度を明確にすることは、私の政治人生の最重要課題の一つである。すでに国民はすでに理解し、賛成している。1月に入って外交状況が一変し、欧米も影響を受けており、間違ったことはしていないという自信がある。」と書いた。